# DGI Verdensholdet
DGI Verdensholdet (engelsk: National Danish Performance Team), kendt under forkortelsen NDPT, er et dansk elitegymnastikhold, som organiseres af Danske Gymnastik- og Idrætsforeninger (DGI). Holdet udtages hvert andet år, og består af 28 gymnaster; 14 kvinder og 14 mænd fra DGI's forskellige landsdele. Efter udtagelsen træner det sammensatte hold de følgende måneder på at udvikle et gymnastikshow med rytmiske serier, springsekvenser, dans, etc. Holdet tager efterfølgende på en verdensturné rundt i verdenen i løbet af det næste år, hvor holdets gymnaster gennem opvisninger og workshops fortæller om og opfordrer til sund livsstil og bevægelse for børn og voksne, samt agere ambassadører for dansk gymnastik og foreningsliv.
Traditionen med at rejse rundt og fremvise dansk elitegymnastik begyndte i 1930'erne under Erik Flensted-Jensen, som i 1939 dannede gymnastikholdet Danish Gym Team.
Det nutidige DGI Verdensholdet blev dannet i 1992 efter initiativ fra gymnaster, der tidligere havde turneret med Flensted-Jensens hold og det første Verdenshold i dens nuværende moderne form blev udtaget i 1994 under navnet National Danish Gymnastics Team (NDGT). Holdet havde dette navn frem til 2001, hvor navnet blev ændret til det nuværende National Danish Performance Team.  
DGI har siden 1994 haft 14 Verdenshold med et 15. hold udtaget i februar 2025 med en planlagt verdensturné fra efteråret 2025 og i løbet af 2026.

## Historie
Op igennem 1970'erne var flere forhandlinger i gang mellem De Danske Gymnastik- og Ungdomsforeninger (DDGU) og De Danske Skytte- Gymnastik- & Idrætsforeninger (DDSG&I) for at planlægge en fusionering, da flere foreninger var med i begge organisationer. I 1974 brød disse forhandlinger sammen. I 1990 opstod der igen så stor interesse for at forene de to organisationer at forretningsudvalget i DDGU og overbestyrelsen i DDSG&I indledte forhandlinger. I juni 1991 blev offentligheden og amtsforeningerne oplyst om dette og den 31. oktober 1992 fusionerede DDGU og DDSG&I og blev til Danske Gymnastik- og Idrætsforeninger (DGI). Samme år blev DGI Verdensholdet dannet på initiativ af gymnaster, der tidligere havde turneret rundt i verden med Flensted Jensens hold. I 1994 kunne det første DGI-hold indlede en verdensturné under navnet National Danish Gymnastics Team.

## Finansiering
DGI Verdensholdet bliver finansieret af DGI (3 mio. kroner), deltagernes egenbetaling samt flere sponsorater og bidrag fra fonde. Hvert Verdenshold koster omkring 20 mio. kroner i finansiering.
Udtagne gymnaster på DGI Verdensholdet må acceptere en egenbetaling på omkring 40.000 kr., hvilket gør at gymnasterne ikke kan anses som professionelle gymnaster under deres turne. 

## Hold
Nr. 15: CORE (2025-2026)
Nr. 14: KATA (2023-2024)
Nr. 13: QUA (2021-2022)
Nr. 12: NAMUH (2018-2019)
Nr. 11: IMANI (2016-2017)
Nr. 10: ORBITA (2014-2015)
Nr. 9: ZOOM (2012-2013)
Nr. 8: CONNECTIONS (2010-2011)
Nr. 7: FRAMES (2008-2009)
Nr 6: (2005-2006)
Nr 5: (2003-2004)
Nr. 4: (2001-2002)
Nr. 3: (1999-2000)
Nr. 2: (1997-1998)
Nr. 1: (1994-1995) 